# Арнезедер, Нора
Нора Арнезедер (фр. Nora Arnezeder; род. 8 мая 1989, Париж) — французская актриса и певица, прославившаяся благодаря съемкам в фильме «Париж! Париж!».

## Биография
Нора Арнезедер родилась 8 мая 1989 года в Париже. Её отец Вольфганг — австриец-католик, мать Пера — египетская еврейка. В двухлетнем возрасте Нора вместе с родителями переехала в Экс-ан-Прованс. В возрасте 14 лет стала жить на Бали, однако вернулась в Париж спустя год, чтобы обучиться танцам и пению.
Некоторое время Нора снимается в сериалах, а в 2008 году получает свою первую главную роль в фильме «Париж! Париж!» режиссёрa Кристофа Барратье. В этом фильме она поёт несколько песен. Исполненная ею композиция «Loin de Paname» была номинирована на «Оскар», как «Лучшая оригинальная песня» . В 2012 году получает сразу несколько предложений, и начинает сниматься в таких фильмах как: «Код доступа «Кейптаун»» и «Слова». В 2013 году снялась в фильме «Анжелика, маркиза ангелов», а через год в картине «Сынок».

## Фильмография
| Год       |     | Русское название          | Оригинальное название         | Роль              |
| --------- | --- | ------------------------- | ----------------------------- | ----------------- |
| 2006      | с   |                           | Commissaire Valence           | Хлоя              |
| 2007      | с   | R.I.S. Научная полиция    | R.I.S. Police scientifique    | Татьяна Гулянова  |
| 2007      | тф  |                           | Bac + 70                      | Эльза             |
| 2007      | ф   | Два мира                  | Les deux mondes               | Ляри              |
| 2008      | ф   | Париж! Париж!             | Faubourg 36                   | Милашка           |
| 2011      | ф   | Круиз                     | La croisière                  | Хлоя              |
| 2011      | с   | Ксанаду                   | Xanadu                        | Варвара Валадин   |
| 2012      | ф   | Слова                     | The Words                     | Селия             |
| 2012      | ф   | Код доступа «Кейптаун»    | Safe House                    | Ана Моро          |
| 2012      | ф   | Маньяк                    | Maniac                        | Анна              |
| 2012      | ф   | Это как день посреди ночи | Ce que le jour doit à la nuit | Эмили             |
| 2013      | ф   | Анжелика, маркиза ангелов | Angélique, Marquise des Anges | Анжелика          |
| 2014      | ф   | Сынок                     | Fiston                        | Сандра            |
| 2014      | с   | Моцарт в джунглях         | Mozart in the Jungle          | Анна Мария        |
| 2014      | кор |                           | Inside Me                     | Мадлен            |
| 2015—2016 | с   | Зоо-апокалипсис           | Zoo                           | Хлоя Тусоньян     |
| 2016      | мф  | Удача Луи                 | Louis la Chance               | Катя              |
| 2018      | с   | Происхождение             | Origin                        | Эвелин Рей        |
| 2021      | ф   | Армия мертвецов           | Army of the Dead              | Лили              |
| 2021      | ф   | Чужая земля               | Tides                         | Блейк             |
| 2021      | ф   | Любовь по ту сторону      | Here After                    | Ханни Би          |
| 2022      | с   | Предложение               | The Offer                     | Франсуаза Глейзер |
| 2024      | ф   | Американская звезда       | American Star                 | Глория            |
| 2025      | ф   | Игры возмездия            | Tin Soldier                   | Evoli Carmichael  |

## Интересныe факты
- В 2009 году Нора была лицом парфюмерной компании Guerlain.
- Родители Норы: отец — австрийский католик Вольфганг, а её мама — египетская еврейка[7].